# 李瓘 (北魏)
李瓘，字元衡，北魏范阳人，李產曾孙，李續之孙，李崇之子，李恭的弟弟、李訢、李璞的哥哥。
李崇官至平西将军、北幽州刺史、固安侯，谥襄。李瓘官至营丘太守，袭父爵为固安侯，转任平西将军。去世后追赠兖州刺史，谥号康侯。李瓘之子李长生，袭固安侯。李长生去世后，子李元宗袭固安侯。官至广平郡丞，陈郡太守。

## 家族
世系
- 曾祖父：李產
  - 祖父：李續
    - 父：李崇
      - 兄：李恭
      - 李瓘
        - 子：李长生
          - 孙：李元宗

      - 弟：李訢
      - 弟：李璞